# 2-羟基苄胺
2-羟基苄胺是一种有机化合物，化学式为C7H9NO。它可由碘化亚钐还原2-羟基苯甲腈制得。在碳酸钠存在下，它和氯乙酰氯反应，可以得到N-(2-羟基苄基)氯乙酰胺。它和二硫化碳在DMSO中反应，可以得到3,4-二氢-2H-1,3-苯并噁嗪-2-硫酮。